# 玉村竹二
玉村 竹二（たまむら たけじ、1911年10月9日 - 2003年11月11日）は、禅宗の研究者、東京大学史料編纂所教授であった。

## 経歴
1911年、愛知県名古屋市で生まれた。東京府立第一中学校、府立高等学校を経て、東京帝国大学文学部国史学科に進学。1935年に卒業し、同年東京大学史料編纂所に入所。
1951年に里見弴が『道元禅師の話』（岩波書店）を執筆する際には、当時東慶寺住職であった井上禅定の紹介で助手を務めていた。1966年に東京大学史料編纂所教授に昇格。1969年、史料編纂所を辞した。2003年に死去。

## 受賞・栄典
- 1973年：『五山文学新集』により日本学士院賞を受賞。
- 1981年：『日本禅宗史論集』により角川源義賞受賞。

## 著作
著書
- 『五山文学：大陸文化紹介者としての五山禅僧の活動』至文堂(日本歴史新書) 1955
  - 増補版 1966年

- 『夢窓国師：中世禅林主流の系譜』平楽寺書店 1958
- 『日本禅宗史論集』(全3巻) 思文閣 1976
- 『五山詩僧』(日本の禅語録 8) 解説・訳注、講談社 1978
- 『五山禅僧伝記集成』講談社 1983
- 『五山禅林宗派図』思文閣出版 1985
- 『臨済宗史』春秋社 1991
- 『五山禅僧伝記集成』思文閣出版 2003

共著
- 『京の禅寺』芳賀幸四郎・太田博太郎共著、淡交新社 1961
- 『平林寺史』葉貫磨哉共著、春秋社 1988

編纂
- 『五山文学新集』(全6巻・別巻2) 東京大学出版会 1967-1981
- 『扶桑五山記』臨川書店 1983

### 論文
- CiNii>玉村竹二
- INBUDS>玉村竹二